# Eddy Fontaine
Eddy Fontaine (Namen, 28 juni 1964) is een Belgisch politicus voor de PS.

## Levensloop
Eddy Fontaine werd beroepshalve zelfstandig communicatieadviseur en was zaakvoerder van een winkel in sportartikelen in het centrum van Couvin.
Hij begon een politieke loopbaan voor de PS en werd voorzitter van de lokale afdeling in Couvin. Van 2000 tot 2006 was hij OCMW-raadslid van de gemeente en sinds oktober 2006  is hij gemeenteraadslid. Van 2006 tot 2018 was hij tevens schepen van Couvin, bevoegd voor Sport, Jeugd, Toerisme, Handel en KMO's. Van februari tot juli 2017 was hij verhinderd als schepen. 
Van 2012 tot 2017 was Fontaine eveneens provincieraadslid van Namen, een functie die hij van 2018 tot 2019 opnieuw uitoefende.
Bij de Waalse verkiezingen van 25 mei 2014 stond Fontaine als eerste opvolger op de PS-lijst in de kieskring Dinant-Philippeville. In februari 2017 werd hij lid van het Waals Parlement en het Parlement van de Franse Gemeenschap] in opvolging van Pierre-Yves Dermagne, die Paul Furlan opvolgde als minister in de Waalse Regering. Na vijf maanden parlementslid te zijn, verdween Fontaine in juli 2017 uit het parlement nadat Pierre-Yves Dermagne door een coalitiewissel zijn ministerfuncties in de Waalse Regering had verloren en bijgevolg terug parlementslid werd. Tijdens zijn korte periode als parlementslid was hij in het Waals Parlement lid van de commissies Landbouw en Toerisme en Economie en Innovatie, in het Parlement van de Franse Gemeenschap maakte hij deel uit van commissie Algemene Zaken, Internationale Betrekkingen, Universitaire Ziekenhuizen en Zorgpersoneel.
In mei 2019 was Eddy Fontaine opnieuw eerste opvolger bij de Waalse verkiezingen. In september 2019 werd hij opnieuw Waals Parlementslid en volksvertegenwoordiger van de Franse Gemeenschap in opvolging van Pierre-Yves Dermagne, die Waals en daarna federaal minister werd. In het Waals Parlement werd hij van 2019 tot 2024 vicevoorzitter van de commissie Economie, Ruimtelijke Ordening en Landbouw en van 2023 tot 2024 vicevoorzitter van de commissie Energie, Klimaat en Mobiliteit; in het Parlement van de Franse Gemeenschap bekleedde hij van 2019 tot 2024 het vicevoorzitterschap van de commissie Hoger Onderwijs, Onderwijs voor Sociale Promotie, Onderzoek, Universitaire Ziekenhuizen, Sport, Jeugd, Jeugdhulp, Justitiehuizen en Promotie van Brussel. 
Hij was bij de Waalse verkiezingen van juni 2024 lijsttrekker in Dinant-Philippeville en werd aldus herkozen in zijn parlementaire mandaten.